# Museo Paraense Emílio Goeldi
El Museo Paraense Emílio Goeldi (en portugués, Museu Paraense Emílio Goeldi) es la más antigua institución de investigación en la región amazónica, ubicado en Belém, Pará (Brasil), cuyas actividades se centran en el estudio científico de los sistemas naturales y culturales de la Amazonía, así como la difusión de conocimientos y colecciones relacionadas con la región. Es reconocido mundialmente como uno de los institutos más importantes de la investigación científica en la Amazonía, dedicado al estudio de la flora, la fauna y el hombre de la Amazonía y entorno natural.

## Orígenes
El museo fue creado el 6 de octubre de 1866, en Belém (Estado de Pará, Brasil) por el naturalista Domingos Soares Ferreira Penna y ha logrado reunir importantes colecciones botánicas, zoológicas, paleontológicas, mineralógicas, arqueológico, etnográfico y bibliográfico. 
En 1893, el zoólogo suizo, Emílio Augusto Goeldi, fue nombrado director del museo, con la misión de convertirlo en un importante centro de investigación en la región amazónica. Su estructura fue modificada para encajar en las normas tradicionales de los museos de historia natural, y se contrató a un equipo de producción de los científicos y técnicos.
Durante su mandato, el museo ha ganado el respeto internacional. Han desarrollado estudios geográficos, geológicos, climatológicos, agrícolas, de fauna, floral, colecciones arqueológicas y etnológicas. La función educativa del museo se ha reforzado con el Parque Zoobotánico, con publicaciones, conferencias y exposiciones.

## El museo
En la actualidad, el museo tiene tres bases físicas: el parque Botánico, creado en 1895, el campus de Investigación, instalado en 1979, y la estación de Investigación Ferreira Penna, inaugurada en 1993.
- El parque Botánico es actualmente un área importante para la comunidad de Belém, además de ser utilizado como una herramienta para la educación ambiental y la ciencia. Tiene cerca de 2.000 árboles nativas, tales como Samaúma, Acapu y cedro, y 600 animales, muchos en peligro de extinción. También cuenta con un acuario con una exhibición de los peces y las aguas del Amazonas y una exposición permanente sobre Emílio Goeldi y las primeras colecciones formadas por el naturalista. El parque recibe más de 200 mil visitantes al año.

- En el campus de Investigación están las coordinaciones científicas (zoología, botánica, Ciencias Sociales y Ciencias de la Tierra y Ecología), la Biblioteca Domingos Soares Ferreira Penna, el Archivo Guilherme de la Penha, el Jardín Botánico Jacques Huber y varios laboratorios institucionales.

- La estación de Investigación se encuentra en el bosque nacional Caxiuanã, en el municipio de Melgaço, a unos 400 km de Belém. Dispone de 300 hectáreas, con aproximadamente 200 familias que viven dentro del área forestal. La estación tiene una excelente infraestructura para el desarrollo de entornos de investigación en el bosque primario.

En 2000, el Museo Paraense Emílio Goeldi fue subordinado al Ministerio de Ciencia y Tecnología de Brasil